# Gehypochthonius gracilis
Gehypochthonius gracilis är en kvalsterart som beskrevs av Yu.A. Pankov 2002. Gehypochthonius gracilis ingår i släktet Gehypochthonius och familjen Gehypochthoniidae. Inga underarter finns listade i Catalogue of Life.